# Big, Bigger, Biggest
Big, Bigger, Biggest là một bộ phim truyền hình tài liệu của Anh bắt đầu phát sóng vào năm 2008. Tổng cộng có 20 tập đã được sản xuất gồm 3 phần.

## Format
Mỗi tập khám phá những đột phá kỹ thuật đã làm cho nó có thể phát triển các cấu trúc lớn nhất hiện nay. Các tập phim mô tả các phát minh mang tính bước ngoặt đã cho phép các kỹ sư ngày nay xây dựng các cấu trúc lớn nhất thế giới, bao gồm cả hình ảnh do máy tính tạo ra. Hình ảnh cho thấy kích thước của vật thể tính bằng mét, các thiết kế khác nhau đã được xem xét và những gì có thể xảy ra nếu các kỹ sư mắc lỗi, hoàn thành với các số liệu đồ họa.
Nó cũng có sẵn trên DVD:
- Series 1 - 208 phút - 1 DVD - PAL 16:9 Màn hình rộng
- Series 2 - 520 phút[5] - 3 DVDs - PAL
- Series 3 – 270 phút - 2 DVDs - PAL 16:9 Màn hình rộng[6]

## Các tập
| Series | Tập | Lần đầu phát sóng (Hoa Kỳ và E.U.) | Lần đầu phát sóng (Hoa Kỳ và E.U.) | Lần đầu phát sóng (Úc) | Lần đầu phát sóng (Úc) |
| Series | Tập | Phát sóng lần đầu                  | Phát sóng lần cuối                 | Phát sóng lần đầu      | Phát sóng lần cuối     |
| ------ | --- | ---------------------------------- | ---------------------------------- | ---------------------- | ---------------------- |
| 1      | 4   | 1 tháng 4 năm 2008                 | 28 tháng 10 năm 2008               | 6 tháng 11 năm 2010    | 27 tháng 11 năm 2010   |
| 2      | 10  | 28 tháng 7 năm 2009                | 29 tháng 9 năm 2009                | 4 tháng 12 năm 2010    | 12 tháng 2 năm 2011    |
| 3      | 6   | 5 tháng 7 năm 2011                 | 9 tháng 8 năm 2011                 | N/A                    | N/A                    |

### Series 1 (2008)
| # | Tựa đề                           | Lần đầu phát sóng    | Phát sóng tại Úc          |
| --- | -------------------------------- | -------------------- | ------------------------- |
| 1 | "Tòa nhà chọc trời (Skyscraper)" | 1 tháng 4 năm 2008   | ngày 27 tháng 11 năm 2010 |
| Tập này nhìn vào lịch sử đột phá của các tòa nhà chọc trời, đỉnh cao là việc xây dựng Burj Dubai cao 828 mét (nay là Burj Khalifa). Các tòa nhà khác được bàn luận là Tòa nhà Equitable Life, Tòa nhà Flatiron, Trụ sở Liên Hợp Quốc, Trung tâm thương mại thế giới, Tháp Sears và Đài Bắc 101. |                                  |                      |                           |
| 2 | "Tàu sân bay (Aircraft Carrier)" | 15 tháng 4 năm 2008  | ngày 20 tháng 11 năm 2010 |
| Một trong những tàu chiến lớn nhất thế giới, USS Nimitz (CVN-68), sẽ không thể thực hiện được nếu không có bảy phát minh mang tính bước ngoặt. Các tàu sân bay khác được bàn luận là USS North Carolina, HMS Ark Royal, USS Hornet, USS Midway, USS Forrestal và USS Enterprise.                |                                  |                      |                           |
| 3 | "Cầu (Bridge)"                   | 4 tháng 10 năm 2008  | ngày 6 tháng 11 năm 2010  |
| Tập này cho thấy một số cầu treo đột phá đã tạo ra như Cầu Akashi-Kaikyo dài 3.2 km. |                                  |                      |                           |
| 4 | "Sân bay (Airport)"              | 28 tháng 10 năm 2008 | ngày 13 tháng 11 năm 2010 |
| Sân bay London Heathrow là sân bay quốc tế bận rộn nhất thế giới. Tập này mô tả việc xây dựng Nhà ga hành khách số 5, một nhà ga bổ sung để phục vụ thêm 30 triệu hành khách. |                                  |                      |                           |

### Series 2 (2009)
| # | Tựa đề                            | Lần đầu phát sóng   | Phát sóng tại Úc          |
| --- | --------------------------------- | ------------------- | ------------------------- |
| 1 | "Đường hầm (Tunnel)"              | 28 tháng 7 năm 2009 | ngày 15 tháng 1 năm 2011  |
| Đường hầm dài nhất thế giới với chiều dài 57 km là Đường hầm Gotthard trên dãy núi Alps của Thụy Sĩ.                      |                                   |                     |                           |
| 2 | "Tàu ngầm (Submarine)"            | 4 tháng 8 năm 2009  | ngày 4 tháng 12 năm 2010  |
| Tàu ngầm lớn nhất trong Hải quân Hoa Kỳ là USS Pennsylvania (SSBN-735) với chiều dài 171 mét.                             |                                   |                     |                           |
| 3 | "Máy bay (Aircraft)"              | 11 tháng 8 năm 2009 | ngày 29 tháng 1 năm 2011  |
| Antonov An-124 là một trong những máy bay lớn nhất thế giới với khả năng mang theo 50 chiếc ô tô cỡ gia đình.             |                                   |                     |                           |
| 4 | "Giàn khoan dầu (Oil Rig)"        | 18 tháng 8 năm 2009 | ngày 5 tháng 2 năm 2011   |
| Giàn khoan Perdido nằm trong khu vực nước sâu 2 km.                                                                       |                                   |                     |                           |
| 5 | "Vòng đu quay (Ferris Wheel)"     | 25 tháng 8 năm 2009 | ngày 19 tháng 2 năm 2011  |
| Vòng đu quay cao nhất thế giới là Singapore Flyer (tại thời điểm phát sóng này), cao 165 mét.                             |                                   |                     |                           |
| 6 | "Trạm vũ trụ (Space Station)"     | 1 tháng 9 năm 2009  | ngày 18 tháng 12 năm 2010 |
| Tập này tiết lộ những phát minh công nghệ khiến việc xây dựng Trạm vũ trụ quốc tế trở nên khả thi.                        |                                   |                     |                           |
| 7 | "Đập (Dam)"                       | 8 tháng 9 năm 2009  | ngày 11 tháng 12 năm 2010 |
| Đập thủy điện lớn nhất là Đập Tam Hiệp ở Trung Quốc.                                                                      |                                   |                     |                           |
| 8 | "Tàu du lịch biển (Cruise Liner)" | 15 tháng 9 năm 2009 | ngày 8 tháng 1 năm 2011   |
| MS Independence of the Seas là một tàu du lịch nặng 160.000 tấn.                                                          |                                   |                     |                           |
| 9 | "Mái vòm (Dome)"                  | 22 tháng 9 năm 2009 | ngày 12 tháng 2 năm 2011  |
| Mái vòm nằm của Pantheon, Nhà thờ Florence, Sân vận động Ōita.                                                            |                                   |                     |                           |
| 10 | "Kính thiên văn (Telescope)"      | 29 tháng 9 năm 2009 | ngày 22 tháng 1 năm 2011  |
| Kính thiên văn Large Binocular sẽ không thể thực hiện được nếu không có nhiều đột phá trong việc xây dựng kính viễn vọng. |                                   |                     |                           |

### Series 3 (2011)
| # | Tựa đề                      | Lần đầu phát sóng   |
| --- | --------------------------- | ------------------- |
| 1 | "Kênh đào (Canal)"          | 5 tháng 7 năm 2011  |
| Dự án mở rộng kênh đào Panama. Khám phá sự phát triển công nghệ của các kênh đào bao gồm Kênh đào Briare, Kênh đào Bridgwater và Kênh đào Manchester Ship |                             |                     |
| 2 | "Tàu phá băng (Icebreaker)" | 12 tháng 7 năm 2011 |
| Xây dựng Timofey Guzhenko |                             |                     |
| 3 | "Metro"                     | 19 tháng 7 năm 2011 |
| Mở rộng Tàu điện ngầm Luân Đôn bao gồm cả tàu điện ngầm New York và Paris.                                                                                |                             |                     |
| 4 | "Nhà tù (Prison)"           | 26 tháng 7 năm 2011 |
| Xây dựng nhà tù tiên tiến nhất ở Hoa Kỳ - Viện cải huấn chi nhánh phía Bắc (North Branch Correctional Institution).                                       |                             |                     |
| 5 | "Tower"                     | 2 tháng 8 năm 2011  |
| Tháp Quảng Châu, tòa tháp cao nhất thế giới (hiện cao thứ 2, sau Tokyo Skytree).                                                                          |                             |                     |
| 6 | "Tàu (Train)"               | 9 tháng 8 năm 2011  |
| Xây dựng tàu có bánh xe nhanh nhất SNCF TGV |                             |                     |